# Презвитер Козма
презвитер Козма (по точно Козма презвитер) е български църковен книжовник и духовник от Х в., написал беседите „Беседа против богомилите“ и „За монасите“.

## Първа беседа
В първата разказва за учението на поп Богомил и за неговите последователи, като, полемизирайки с тях, се опитва да разкритикува възгледите и поведението им и да докаже, че те по никакъв начин не са угодни на Бога.
Той ги критикува за това, че по различни причини не зачитат нито иконите, нито кръста, нито мощите на светците, за враждебното и неодобрителното им отношение към богатите, властта и църквата, както и към техните верни служители, и за това, че учат зависимите членове на обществото да не се подчиняват на господарите си.

## Втора беседа
Във втората критикува онази част от тогавашната монашеска прослойка в българското общество, която постъпвала и живеела по начини, които лично той намира за развратни или недостатъчно набожни.
Неговото схващане за това, как трябвало да живеят монасите, т.е. че не бивало да пренебрегват монашеския си обет за пост, постоянни молитви и сексуално въздържание, трябва да се е споделяло от официалната власт в България, защото презвитер Козма е бил книжовник при двора на цар Петър I; а също и от целокупния български народ, доказателство, за което е появата и бързото разпространение на богомилството в Средновековна България.

## Относно танците
В ръкопис от X век се споменава, че простолюдието играе и пее с гусла и обича игри и зрелища. Тази любов на народа към игрите и песните е толкова голяма, че предизвиква порицание от страна на духовенството. Презвитер Козма като защитник на християнството се опълчва срещу народа и най-вече срещу игрите и песните, като ги обявява за „бесовски“.
Никифор Григорас – византийски книжовник и учен, отбелязва в свой документ, че българският народ продължава да разпространява и обича народните песни и танци въпреки борбата на църквата. През 1325 – 1326 година той обикаля земите около Струмица и разказва, че младежите и девойките след излизане от църквата се събират, за да пеят и играят хоро.

## Памет
На презвитер Козма е наречена улица в квартал „Лозенец“ в София (Карта).